# Quand tu m'aimes
Singles de Herbert Léonard
Mon cœur et ma raison
(1985) Sur des musiques érotiques
(1987)
Quand tu m'aimes est une chanson interprétée par Herbert Léonard sortie en 1987.
Sortie en 1987, la chanson a pour sujet un homme qui attend avec impatience le retour de sa partenaire afin qu'ils fassent l'amour.
Selon Herbert Léonard, les textes de cette chanson sont « sans métaphore, ni vulgarité. [Le] clip (…) va d'ailleurs dans ce sens. C'est la raison pour laquelle nous avons censuré les huit dernières secondes jugées trop « hot », trop suggestives au goût de l'équipe. Mon clip est volontairement sensuel et érotique, mais il ne met jamais mal à l'aise. ».
La chanson atteint la 3 e place du Top 50 et s'est vendu à plus de 500 000 exemplaires.

## Crédits
- Chœurs : AMX, Dada Hekimian, Laurence Cartier, Michel et Georges Costa, Rocky Demelemester
- Basse : Franck Costa
- Batterie : Jean-Louis Suschetet
- Guitare : Rocky Demelemester
- Claviers : Jean Mora, Nick Muir

Source : Discogs

## Clip
Dans le clip, Herbert Léonard incarne un auteur de bande dessinée, dont on voit les ébats avec une (très) jeune femme. Sur la dernière image, la réalisation est attribuée à Daniel Vigne et on apprend que les dessins sont de Iusse, le dessinateur de l'album Où es-tu Melody (1987), scénarisé par Serge Gainsbourg.

## Classement hebdomadaire
| Classement (1987) | Meilleure place |
| ----------------- | --------------- |
| France (SNEP)     | 3               |